# Rhynchaglaea fuscipennis
Rhynchaglaea fuscipennis là một loài bướm đêm trong họ Noctuidae.